# یواس‌اس وردن (دی‌دی-۱۶)
یواس‌اس وردن (دی‌دی-۱۶) (به انگلیسی: USS Worden (DD-16)) یک کشتی بود که طول آن ۲۵۹ فوت ۶ اینچ (۷۹٫۱۰ متر) بود. این کشتی در سال ۱۹۰۱ ساخته شد.